# Melrose (Massachusetts)
Melrose is een plaats (city) in de Amerikaanse staat Massachusetts, en valt bestuurlijk gezien onder Middlesex County.

## Demografie
Bij de volkstelling in 2000 werd het aantal inwoners vastgesteld op 27.134.
In 2006 is het aantal inwoners door het United States Census Bureau geschat op 26.666, een daling van 468 (-1.7%).

## Geografie
Volgens het United States Census Bureau beslaat de plaats een oppervlakte van
12,3 km², waarvan 12,2 km² land en 0,1 km² water.

## Plaatsen in de nabije omgeving
De onderstaande figuur toont nabijgelegen plaatsen in een straal van 8 km rond Melrose.

## Geboren
- Wallace Bryant (19 december 1863), boogschutter
- Phil Bryant (22 februari 1878), boogschutter
- Sewall Wright (21 december 1889), geneticus en evolutiebioloog
- David Souter (1939-2025), jurist, lid van het Hooggerechtshof
- Krystian Ochman (19 juli 1999), zanger